# Albert Cassel

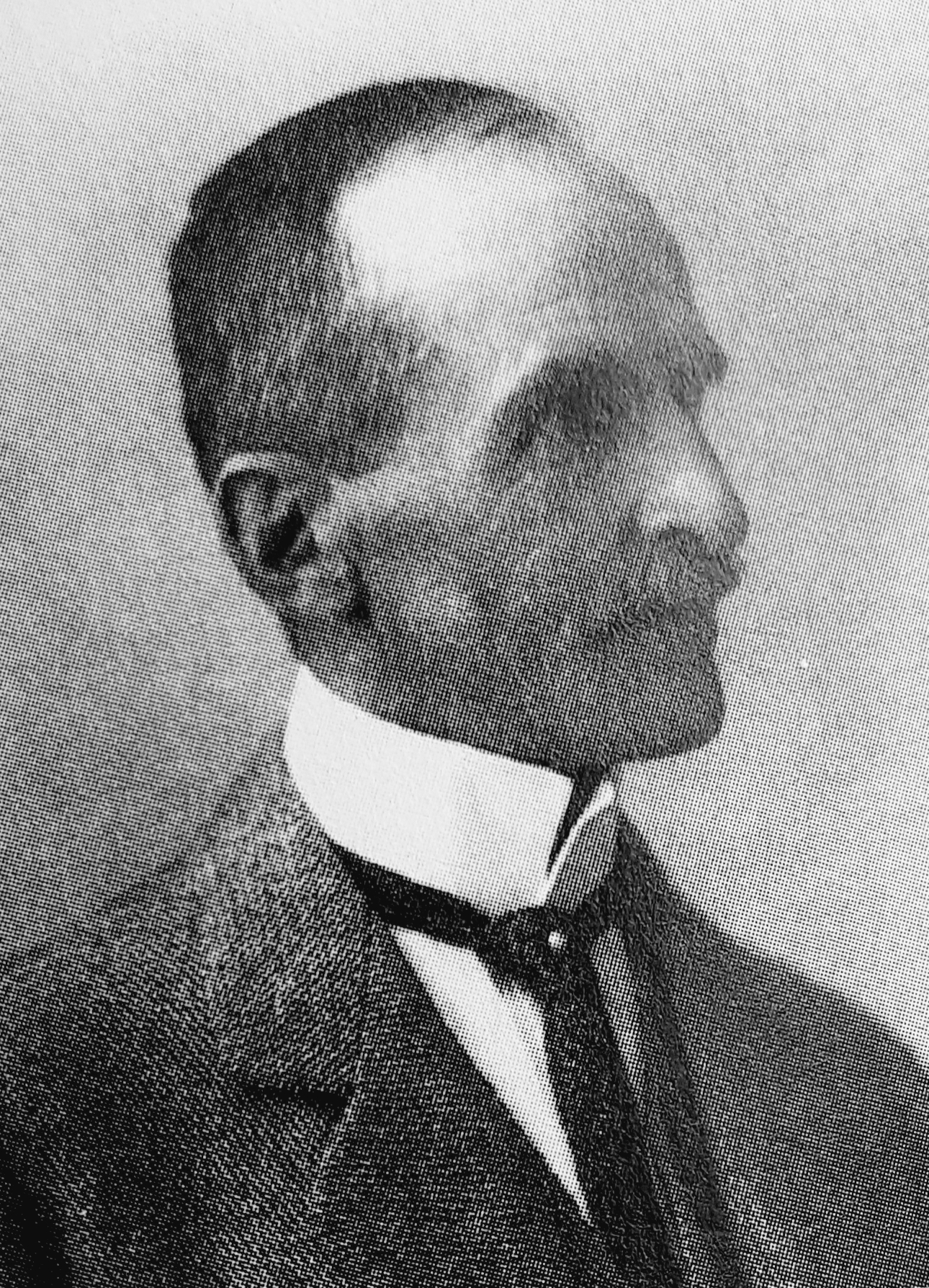
Albert Cassel

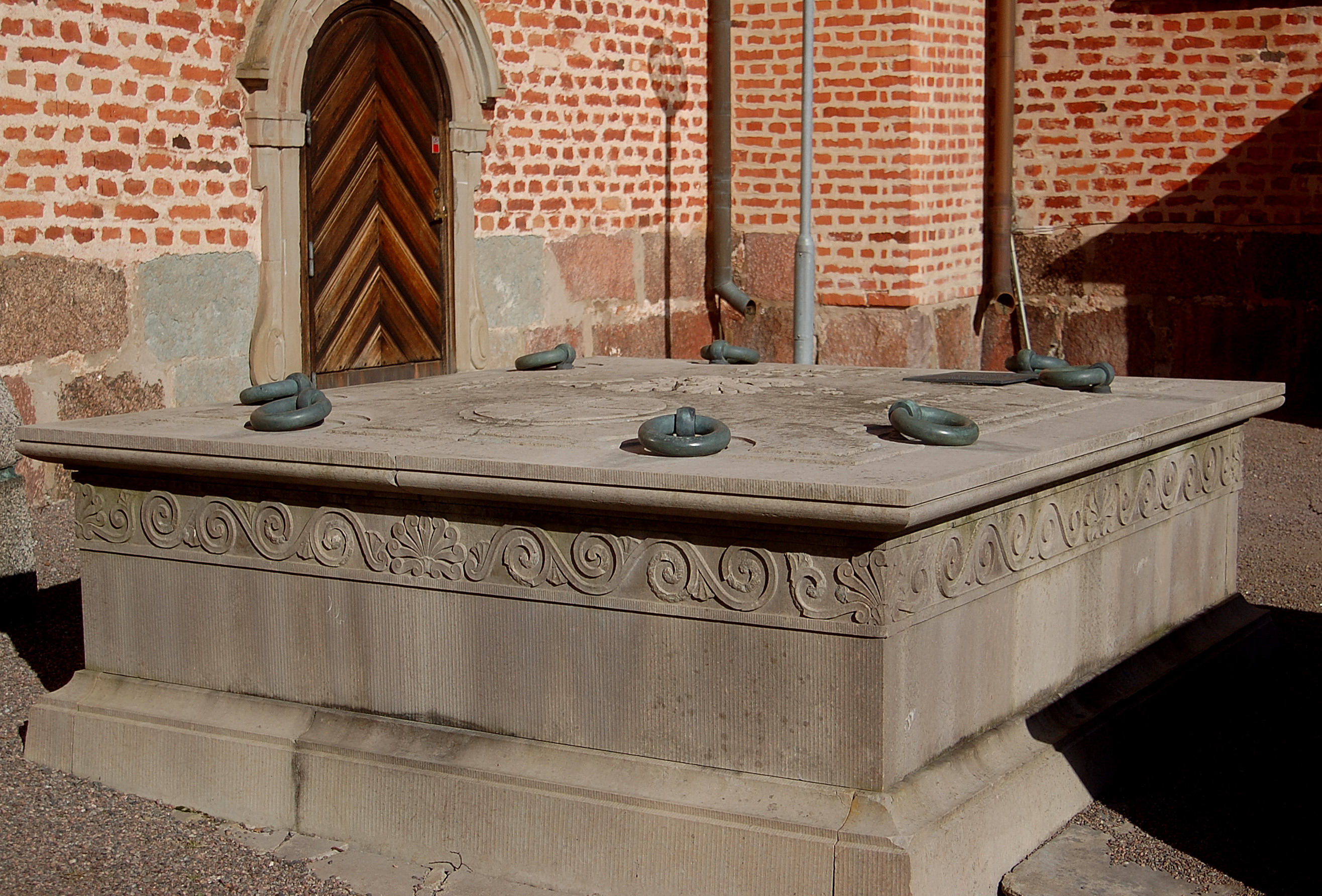
Albert Cassels och hustrun Augusta Reuterswärds minnesvård utanför Landsförsamlingens kyrka i Askersund.

Albert Victor Cassel, född 6 augusti 1857 i Funbo, död 23 oktober 1931 i Askersund, var en svensk godsägare och kommunalman. Han var son till Knut Cassel.
Cassel köpte 1898 Stjärnsunds slott, där han fortsatte faderns avelsarbete. Genom målmedvetet omsorgsfullt arbete lyckades han frambringa en nötkreatursstam med bra utseende och utmärkt produktionsförmåga och gav impulsen till bildandet av Avelsföreningen för rödbrokig svensk boskap, med uppgift att av enbart inhemsk, rödbrokig boskap frambringa en nationell boskapsras.